# Jungle 2 Jungle
Jungle 2 Jungle (De selva a selva en Latinoamérica y De jungla a jungla en España) es una película estadounidense producida en 1997, protagonizada por Tim Allen, Martin Short y Sam Huntington. Es una versión de la película francesa de 1994 Un indio en París. La película estuvo dirigida por John Pasquin, y producida por Walt Disney Pictures y TF1 Films Productions. 

## Sinopsis
Michael Cromwell, de Nueva York, de repente se entera de que tiene un hijo de 13 años que ha sido criado en la selva. Él trae al niño a Nueva York, y allí es donde comienza la diversión.

## Elenco
- Tim Allen como Michael Cromwell.
- Sam Huntington como Mimi-Siku.
- Martin Short como Richard Kempster.
- JoBeth Williams como Dr. Patricia Cromwell.
- Lolita Davidovich como Charlotte.
- David Ogden Stiers como Alexei Jovanovic.
- Bob Dishy como George Langston.
- Valerie Mahaffey como Jan Kempster.
- Leelee Sobieski como Karen Kempster.
- Frankie J. Galasso como Andrew Kempster.
- Luis Ávalos como Abe.
- Carole Shelley como Fiona.
- Dominic Keating como Ian.
- Ken Larsen como el Dueño de la barca.
- Rondi Reed como Sarah.
- Oni Faida Lampley como Madeleine.